# Harold Ross

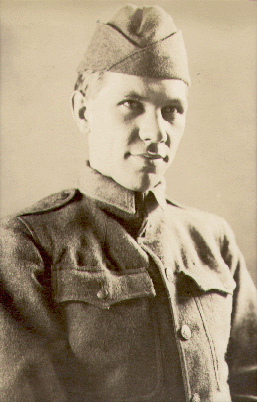
Harold Ross als Soldat im Ersten Weltkrieg, um 1918

Harold Wallace Ross (* 6. November 1892 in Aspen, Colorado; † 6. Dezember 1951 in Boston, Massachusetts) war ein US-amerikanischer Journalist und Gründer der Zeitung The New Yorker.

## Leben
Harold Wallace Ross war der Sohn des irischen Emigranten George Ross und seiner Ehefrau Ida Martin. Im Alter von dreizehn Jahren wurde er Reporter bei der Zeitung The Salt Lake Tribune. Später arbeitete er bei verschiedenen anderen Zeitungen, darunter bei der Salt Lake Telegram, The Denver Post, The Atlanta Journal, The Brooklyn Eagle und The San Francisco Call.
Beim Ausbruch des Ersten Weltkriegs meldete er sich freiwillig zur Armee und kam mit der U.S. Army Eighteenth Engineers Railway Regiment nach Frankreich. In Paris arbeitete Ross bei der Stars and Stripes, einer achtseitigen Truppenzeitung. Innerhalb kürzester Zeit machte er die Bekanntschaft mit den Journalisten Alexander Woollcott, Cyrus Baldridge, Franklin Pierce Adams und Jane Grant.
Zurück in New York City war er ein häufiger Gast im literarischen Zirkel im Algonquin Hotel, genannt Algonquin Round Table, einer losen Gruppe von Journalisten, Literaten und Schauspielern. Mit der finanziellen Unterstützung von Raoul Fleischmann gründete Ross 1925 seine eigene Zeitschrift (The New Yorker). Zunächst konzentrierte sich das Magazin auf das soziale und kulturelle Leben in New York City. Später kamen Kurzgeschichten, Cartoons, biografische Profile und Kunstkritiken hinzu. Zu den bekanntesten Journalisten gehörten unter anderem Janet Flanner, Jane Grant, Ruth Hale, Dorothy Parker, Robert E. Sherwood, Heywood Broun, Robert Benchley, Alice Duer Miller und viele andere. Einfluss auf die Zeitung hatte Ross bis zu seinem Krebstod am 6. Dezember 1951. Sein Nachfolger wurde William Shawn.

## Ehen
Harold Wallace Ross war drei Mal verheiratet:
- 1920–1929 Jane Grant
- 1934–1939 Marie-Française Eli; eine Tochter
- 1940 Ariane Allen